# Ihor Juchnowski
Ihor Rafajiłowicz Juchnowski, ukr. Iгор Рафаïлович Юхновський (ur. 1 września 1925 w Kniahininie, zm. 26 marca 2024 we Lwowie) – ukraiński fizyk, działacz społeczny i polityk, deputowany do Rady Najwyższej, wicepremier, p.o. prezesa Ukraińskiego Instytutu Pamięci Narodowej (2006–2010), Bohater Ukrainy.

## Życiorys
W 1944 został zmobilizowany do Armii Czerwonej, w której pozostał do 1945. Absolwent fizyki na Uniwersytecie Lwowskim (1951), doktoryzował się w 1967. Pracował jako nauczyciel akademicki na macierzystej uczelni. Od 1969 był prezesem lwowskiego oddziału instytutu fizyki teoretycznej Akademii Nauk Ukraińskiej SRR, w 1982 został członkiem akademii, kierował też jednym z jej instytutów.
Należał do Komunistycznej Partii Związku Radzieckiego. W wyniku wyborów z marca 1990 uzyskał mandat posła do Rady Najwyższej Ukraińskiej SRR w jednej z dzielnic Lwowa (z poparciem 59% wyborców). W maju 1990 wybrano go przewodniczącym Rady Ludowej (pierwszej organizacji opozycyjnej w Radzie Najwyższej Ukraińskiej SRR). Był jednym z autorów deklaracji niepodległości Ukrainy. Wystartował w wyborach prezydenckich z grudnia 1991, uzyskując 555 tys. głosów (1,7%) i zajmując piąte miejsce wśród sześciu kandydatów. W 1992 objął stanowisko pierwszego wicepremiera Ukrainy, które zajmował do 1993. W 1994 uzyskał reelekcję w tym samym okręgu lwowskim z poparciem ponad 60% wyborców. Cztery lata później został wybrany z listy krajowej Ludowego Ruchu Ukrainy, a w 2002 z ramienia Bloku Nasza Ukraina (jako kandydat Ukraińskiej Partii Ludowej).
W 2006 nie ubiegał się o reelekcję. W tym samym roku został mianowany przez prezydenta Wiktora Juszczenkę pełniącym obowiązki prezesa Ukraińskiego Instytutu Pamięci Narodowej. Funkcję tę pełnił do 2010.
Został członkiem rzeczywistym i członkiem prezydium Narodowej Ukraińskiej Akademii Nauk. Stanął na czele ukraińskiego związku weteranów II wojny światowej. Deklarował się jako zwolennik pojednania żołnierzy UPA i Armii Czerwonej. Opowiedział się za społeczną rehabilitacją Stepana Bandery.
W 2016 został wyróżniony tytułem honorowego obywatela Lwowa.

## Odznaczenia
- Bohater Ukrainy (2005)[4]
- Order Wolności (2016)[5]
- Order Księcia Jarosława Mądrego III klasy (2020)[6]
- Order Księcia Jarosława Mądrego IV klasy (2009)[7]
- Order Księcia Jarosława Mądrego V klasy (2001)[8]
- Order „Za zasługi” I klasy (2000)[9]